# Kalameny
Kalameny – wieś i gmina (obec) w powiecie Rużomberk, kraju żylińskim, w północnej Słowacji.

## Położenie
Leży u południowych podnóży Gór Choczańskich, u wylotu Doliny Kalameńskiej, w wąskim pasie tzw. Pogórza Choczańskiego. Centrum wsi leży na wysokości 568 m n.p.m., ok. 3 km na północ od Liptowskej Teplej i 1 km na wschód od wsi Lúčky.

## Historia
Wieś została założona z nadania króla Beli IV w roku 1264, na terenach wyłączonych z obszaru Liptovskej Teplej. Jako pierwszy władał nią niejaki Kelemen (lub Klementin – skąd nazwa wsi), a następnie inne rody ziemiańskie. W 1375 r. występowała jako Kelemenfolua, 1391 – Kelemenfalva, i dopiero w 1773 jako Kalameny. W 1720 r. opisywana jako czasowo wyludniona.
Aktualnie część mieszkańców zajmuje się jeszcze hodowlą i rolnictwem, także pracą w lesie. Większość pracuje w przemyśle, handlu i usługach w Rużomberku lub Liptowskim Mikułaszu.
Na północ od wsi, u wylotu doliny Kalamenianki, pod tzw. Záblatím, żelaziste źródła mineralne z wodą o temperaturze 62,8 °C.
Jedyne na Słowacji naturalne jeziorko termalne.